# Jerseu

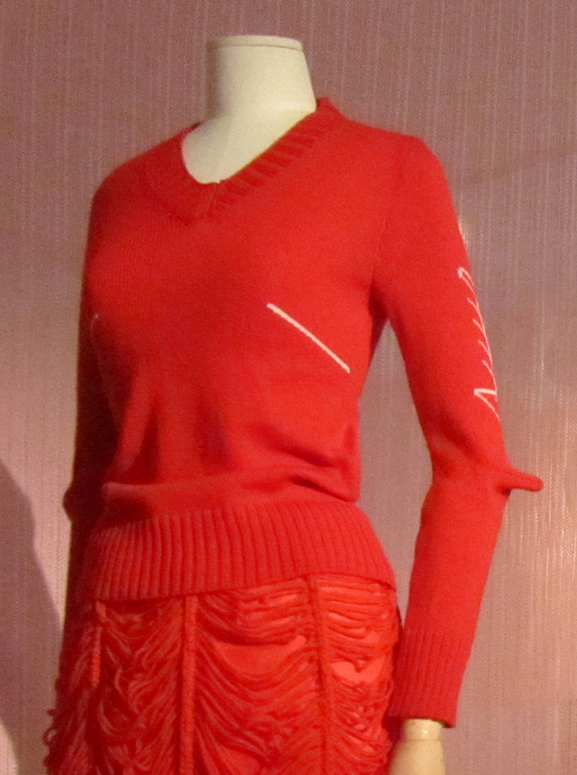
Jerseu Bernhard Wilhelm

Jerseul reprezintă un obiect de îmbrăcăminte tricotat sau împletit, în mod tradițional din lână sau bumbac, de obicei cu mâneci lungi și deschis în față, care acoperă partea de sus a corpului.
Dimpotrivă, în limba engleză, jersey reprezintă un obiect de îmbrăcăminte care nu este deschis în față, cuvântul fiind deseori folosit în mod interschimbabil cu pulover. Tricourile purtate în mod obișnuit de echipele sportive ca parte a uniformei de echipă sunt, de asemenea, denumite jersey, deși nu prea seamănă cu veșmintele de lână  tricotate manual.    
În plus, țesătura elastică tricotată, din care se fac diverse obiecte de îmbrăcăminte poartă numele de jerseu.

## Legăruri externe
- Materiale media legate de jerseu la Wikimedia Commons